# Volta ao Algarve de 1998
A 24.ª edição da Volta ao Algarve teve lugar de 11 de março a 15 de março de 1998. O Checo Tomáš Konečný, é o primeiro não lusófono a ganhar a Volta ao Algarve, e ultrapassou apesar de uma luta sem tréguas o Alemão Grischa Niermann.

## Generalidades
- A velocidade média desta volta é de km h.

## As etapas
| Etapa      | Localidades | km | Vencedor                    | Segundo | Terceiro | Duração         | Velocidade Média do vencedor | Líder da geral  |
| 1.ª etapa  | -           |    | Manuel Liberato             |         |          | X h XX min XX S | XX,XXX km h                  | Manuel Liberato |
| 2. ª etapa | -           |    | Saulius Sarkauskas Lituânia |         |          | X h XX min XX S | XX,XXX km h                  |                 |
| 3. ª etapa | -           |    | Tomáš Konečný               |         |          | X h XX min XX S | XX,XXX km h                  |                 |
| 4. ª etapa | -           |    | Grischa Niermann Alemanha   |         |          | X h XX min XX S | XX,XXX km h                  |                 |
| 5. ª etapa | -           |    | Guillaume Auger França      |         |          | X h XX min XX S | XX,XXX km h                  |                 |
| 6. ª etapa | -           |    | Tomáš Konečný               |         |          | X h XX min XX S | XX,XXX km h                  | Tomáš Konečný   |

## Classificações
| Classificação geral final |                 |
| --- | --------------- |
| \| 1. Tomáš Konečný \| X h XX min XX S \| \| 2. Grischa Niermann Alemanha \| a 7 s \| \| 3. José Luis Rebollo Espanha \| a 14 s \| \| 4. José Azevedo \| a 16 s \| \| 5. Cássio Freitas \| a 17 s \| \| 6. Paulo Ferreira \| a 20 s \| \| 7. Youri Sourkov \| a X s \| \| 8. Pedro Cardoso \| a X s \| \| 9. Quintino Rodrigues \| a X s \| \| 10. Joaquim Adrego Andrade \| a X s \| \| x iniciaram a corrida, x classificadas \| \| |                 |
| 1. Tomáš Konečný | X h XX min XX S |
| 2. Grischa Niermann Alemanha | a 7 s           |
| 3. José Luis Rebollo Espanha | a 14 s          |
| 4. José Azevedo | a 16 s          |
| 5. Cássio Freitas | a 17 s          |
| 6. Paulo Ferreira | a 20 s          |
| 7. Youri Sourkov | a X s           |
| 8. Pedro Cardoso | a X s           |
| 9. Quintino Rodrigues | a X s           |
| 10. Joaquim Adrego Andrade | a X s           |
| x iniciaram a corrida, x classificadas |                 |

## Classificações Secundárias
| Classificação por pontos          | Tomáš Konečný 78 pts                 |
| 2.º                               | Manuel Liberato 72 pts               |
| 3.º                               | Saulius Sarkauskas 60 pts            |
| Classificação do melhor escalador | Gustavo Pedro Cardoso 25 pts         |
| 2.º                               | Grischa Niermann Alemanha 16 pts     |
| 3.º                               | Paulo Ferreira 13 pts                |
| Classificação da melhor equipa    | Maia-CIN 66 h 35 min 30 s            |
| 2.º                               | Recer-Boavista a 0 s                 |
| 3.º                               | LA-Pecol a 8 s                       |
| 4.º                               | Troiamarisco-Porta da Ravessa a 42 s |
| 5.º                               | ZVVZ Giant a 1 min 04 s              |

## Lista das equipas
| TroiaMarisco-Porta da Ravessa | Maia-CIN | Recer/Boavista |
|                               |          |                |
| Die Continental-Olympia       | LA-Pecol | ZVVZ Giant     |
|                               |          |                |
| Big Mat                       |          |                |
|                               |          |                |
|                               |          |                |